# Parazitární onemocnění
Parazitární onemocnění čili parazitóza (také nazávané parazitická infekce) je infekční onemocnění způsobené parazity. Mohou se vyskytovat u lidí, zvířat i rostlin. V Mezinárodní statistické klasifikaci nemocí a přidružených zdravotních problémů MKN-10 jsou pro parazitární onemocnění vyhrazeny kódy B50 až B89.

## Názvosloví
Odborné názvy parazitárních nemocí jsou odvozeny od latinského rodového jména parazita s přidáním přípony -óza. Například Schistosoma (krevnička), Enterobius vermicularis (roup dětský) → schistosomóza, enterobióza. Někdy se může blíže specifikovat nemoc a původce přídáním českého druhového jména: Schistosoma haematobium (krevnička močová) → schistosomóza močová. Pro řadu nemocí existuje v českém jazyce řada originálních vžitých názvů, které se běžně používají i v odborném názvosloví (terminologii). Například svrab (synonymum prašivina), zavšivení, motoličnatost atd.

## Vymezení
Pod pojmem parazit se rozumí eukaryotický organismus s dočasným nebo trvalým parazitickým způsobem života. Mezi parazity patří zástupci prvoků, helmintů (tasemnice, motolice, hlístice a vrtejši) a některých členovců.
Vybraní paraziti a odpovídající onemocnění:
- prvoci (jednobuněčná eukaryota) – protozoóza
  - Plasmodium – malárie
  - Toxoplasma gondii – toxoplazmóza
  - Trypanosoma brucei – spavá nemoc
  - Entamoeba histolytica – úplavice
- červi (helminti) – helmintóza
  - ploštěnci
    - tasemnice – cestodóza
      - Taenia – tenióza
      - tasemnice dětská – hymenolepióza
      - měchožil zhoubný – echinokokóza

    - motolice
      - Trichobilharzia – cerkáriová dermatitida
      - motolice jaterní – fasciolóza

  - hlístice – nematodóza
    - roup dětský – enterobióza
    - škrkavka dětská – askarióza
    - Toxocara – larvální toxokaróza
    - tenkohlavec lidský – trichurióza
- ektoparaziti
  - vši – anopluróza
    - veš dětská – pedikulóza

  - všenky – mallofagóza
  - larvy dvoukřídlých – myióza
  - pijavice – hirudinióza
  - roztoči – akarióza
    - zákožka svrabová – sarkoptický svrab.

Parazitózy se dělí na endoparazitózy (parazit napadá vnitřní orgány) a ektoparazitózy (parazit napadá kůži).

## Definice pojmů

### Prepatentní perioda
Prepatentní perioda (PPP) je časový interval od počátku parazitární infekce do prvních klinicky zjistitelných stadií v trusu, moči, sputu či krvi. Jinými slovy jde o období od vstupu infekčního stadia do hostitele až do objevení se prvních vajíček, larev či oocyst v organismu, jež se dají diagnostikovat klasickými laboratorními metodami. Většinou se prepatentní perioda uvádí v souvislosti s infekcí u definitivních hostitelů. U helmintů představuje prepatentní doba období, kdy infekční stadium parazita vstoupí do hostitele, roste a vyvine se do pohlavně dospělého jedince a dojde k pohlavnímu rozmnožování s tvorbou vajíček nebo larev. Ty jsou potom laboratorně zjistitelné v trusu, krvi, moči nebo sputu. Délka prepatentní periody je druhově závislá a pohybuje se v rozmezí několika dní až několika týdnů, u některých parazitů i měsíců. Například některé střevní hlístice mají prepatentní periodu 2–3 týdny, motolice jaterní 8–12 týdnů. Dlouhou prepatentní periodu mají třeba velcí strongylidi u koní – okolo 6–7 měsíců. U jednobuněčných parazitů se o prepatentní periodě mluví nejčastěji v souvislosti s kokcidiemi, případně jinými střevními prvoky, jako je Giardia, Entamoeba. U kokcidií proběhne během prepatentní doby nejprve nepohlavní rozmnožování (merogonie) a poté pohlavní rozmnožování s tvorbou oocyst, jež odcházejí trusem do prostředí. U malárie je prepatentní perioda interval od počátku nákazy (bodnutí nakaženým komárem) do prvních stadií plasmodií v krvi.

### Patence
Patence nebo také patentní perioda v parazitologii je časový interval označující aktivní infekci. Je tím myšleno období, ve kterém je parazit v hostiteli klinicky detekovatelný. Rovněž může znamenat délku života parazita v hostiteli nebo dobu, po kterou je parazit schopen produkovat vajíčka, larvy či oocysty.

## Léčba
Lék proti parazitům se nazývá antiparazitikum. Mezi antiparazitika patří např. anthelmintika (proti červům).

## Parazitologie
Věda, která se zabývá parazity, jejich hostiteli a vztahy mezi nimi, se nazývá parazitologie.